# Styx (film)
Styx è un film del 2018 diretto da Wolfgang Fischer.

## Trama
Una dottoressa tedesca decide di fare una traversata in solitaria sull'Atlantico per raggiungere il paradiso di Darwin, l'isola di Asuncion, situata nell’oceano Atlantico a nord di Sant'Elena. Dopo la sua partenza da Gibilterra in barca a vela incontrerà sulla sua rotta una imbarcazione piena di profughi. Dopo ripetuti SOS lanciati alle stazioni della guardia costiera, rimasti inascoltati, dovrà prendere una decisione: salvare o salvarsi.